# Kunoyarnakkur
Kunoyarnakkur (wym. [ˈkuːnɪaɹˌnaʰkːʊɹ], z far.  „urwisko kobiecej wyspy”) – góra i przylądek na Wyspach Owczych.
Szczyt Kunoyarnakkur wznosi się na wysokość 819 m n.p.m., co sprawia, że pod względem wysokości klasyfikuje się na trzecim miejscu na wyspie Kunoy (za Kúvingafjall oraz Teigafjall) i szóstym na całym archipelagu. Położony na północnym skraju wyspy szczyt stromym urwiskiem opada w kierunku północnym (a de facto także wschodnim i zachodnim) do morza – w przeciwieństwie do pobliskiego Enniberg na wyspie Viðoy ściana nie tworzy jednak pionowego klifu.
Góra stanowi ostoję dzikiego ptactwa: maskonurów, alk czy mew.